# Степановское сельское поселение (Пермский край)
Степановское се́льское поселе́ние — муниципальное образование в Кудымкарском районе Пермского края Российской Федерации.
Административный центр — деревня Степанова.

## История
Статус и границы сельского поселения установлены Законом Коми-Пермяцкого автономного округа от 4 июля 2005 года № 53 «Об утверждении границ и наделении статусом муниципальных образований Кудымкарского района Пермского края»

## Население
| 2010  | 2012  | 2013  | 2014  | 2015  | 2016  | 2017  |
| ----- | ----- | ----- | ----- | ----- | ----- | ----- |
| 5336  | ↗5360 | ↘5320 | ↘5139 | ↗5153 | ↘5150 | ↘5140 |
| 2018  | 2019  |       |       |       |       |       |
| ↘5070 | ↘5043 |       |       |       |       |       |

## Состав сельского поселения
| №  | Населённый пункт          | Тип населённого пункта          | Население |
| -- | ------------------------- | ------------------------------- | --------- |
| 1  | Амонова                   | деревня                         | 51        |
| 2  | Артамонова                | деревня                         | 181       |
| 3  | Баранова                  | деревня                         | 31        |
| 4  | Большая Серва             | деревня                         | 289       |
| 5  | Борисова                  | деревня                         | 51        |
| 6  | Боярская                  | деревня                         | 9         |
| 7  | Быстрый                   | посёлок                         | 187       |
| 8  | Васильевка                | деревня                         | 1         |
| 9  | Вырова                    | деревня                         | 163       |
| 10 | Демина                    | деревня                         | 107       |
| 11 | Заречный Пешнигорт        | деревня                         | 68        |
| 12 | Зюльганова                | деревня                         | 125       |
| 13 | Ивукова                   | деревня                         | 206       |
| 14 | Кекур                     | деревня                         | 355       |
| 15 | Кожина                    | деревня                         | 24        |
| 16 | Лопатина                  | деревня                         | 125       |
| 17 | Малая Серва               | деревня                         | 354       |
| 18 | Миронова                  | деревня                         | 43        |
| 19 | Новоселовский Лесоучасток | посёлок                         | 42        |
| 20 | Остапова                  | деревня                         | 41        |
| 21 | Пешнигорт                 | село                            | 856       |
| 22 | Пидаева                   | деревня                         | 59        |
| 23 | Плотникова                | деревня                         | 140       |
| 24 | Почкина                   | деревня                         | 90        |
| 25 | Романова                  | деревня                         | 52        |
| 26 | Сафонкова                 | деревня                         | 61        |
| 27 | Сафронова                 | деревня                         | 0         |
| 28 | Сергина                   | деревня                         | 14        |
| 29 | Степанова                 | деревня, административный центр | 542       |
| 30 | Тарова                    | деревня                         | 497       |
| 31 | Тихий                     | посёлок                         | 335       |
| 32 | Учхоз                     | деревня                         | 68        |
| 33 | Харина                    | деревня                         | 126       |
| 34 | Чакилева                  | деревня                         | 43        |